# Thomas Schühly
Thomas Schühly (* 20. September 1951 in Karlsruhe) ist ein deutscher Filmproduzent, der am Anfang seiner Karriere eng mit Peter Zadek und Rainer Werner Fassbinder zusammengearbeitet hat. 1980 gründete er seine Produktionsfirma Laura Film GmbH.

## Leben
Thomas Schühly wurde 1951 als Sohn des Naturwissenschaftlers Paul Schühly und seiner Frau Anna-Elisabeth (geb. Dres) geboren. Sein erstes Lebensjahr verbrachte er zusammen mit seinen Eltern und seiner älteren Schwester Monika in Karlsruhe. Im Jahr 1952 zog die Familie nach Bochum, da sein Vater eine Stelle bei der Firma Ruhr-Stickstoff fand. In den Jahren 1953 und 1954 kamen seine Brüder Klaus und Andreas auf die Welt. Seine weiteren Kindheitsjahre verbrachte er in einer kleinen Wohnung im Bochumer Stadtteil Weitmar. Diese Zeit beschreibt sein Bruder Klaus in seiner Autobiographie An meinem Mississippi. Anfang der 1960er Jahre zog die Familie in einen anderen Bochumer Stadtteil um.
Er besuchte das Gymnasium am Ostring. Dort machte er 1972 sein Abitur. Daraufhin besuchte er die Ruhr-Universität Bochum, an der er bis 1976 für acht Semester Jura studierte. Er arbeitete darüber hinaus als Karate-Lehrer, bevor Peter Zadek, der damalige Intendant des Schauspielhaus Bochum einen Choreographen für eines seiner Stücke benötigte und Schühly überzeugte, für ihn zu arbeiten. Während dieser Zeit realisierte er, dass sich seine Ambitionen verändert hatten und er kein Anwalt mehr werden wollte. Am Bochumer Schauspielhaus lernte er auch seine langjährige Lebensgefährtin Rosel Zech kennen.
Er arbeitete bei Peter Zadek und Jiří Menzel als Regieassistent, bis er zu Bavaria Film nach München ging, wo er bis zu dessen Tod mit Rainer Werner Fassbinder zusammenarbeitete: "Es gab eine Zeit, da war das Verhältnis fast wie zwischen Brüdern. Wobei merkwürdigerweise ich der größere Bruder sein sollte. Ich sollte immer auf ihn aufpassen. Ich möchte da jetzt nicht ins Detail gehen, in welchem Zusammenhang. Das war teilweise auch sehr rührend. [...] in seinem tiefsten Wesen war er ein Kind, von einem unfasslichen Charme."
Bei der vierzehnteiligen Fernsehverfilmung von Berlin Alexanderplatz war er Regieassistent. Für die Produktion des Films "Die Generalprobe" gründete Schühly 1980 seine eigene Produktionsfirma. 1981 produzierte er den Dokumentarfilm Theater in Trance und war Herstellungsleiter bei Lola. 1982 produzierte er Die Sehnsucht der Veronika Voss. Dieser Film wurde auf der Berlinale 1982 mit dem Goldenen Bär ausgezeichnet.
1982 produzierte er zusammen mit Horst Wendlandt Das As der Asse mit Jean-Paul Belmondo. Wendlandt hatte mit ihm zuvor bereits Lola und Die Sehnsucht der Veronika Voss produziert. Das As der Asse wurde mit u. a. sieben Millionen Kinobesuchern in Frankreich und sechs Millionen in Deutschland ein internationaler Erfolg.
1983 bis 1985 war Thomas Schühly Geschäftsführer der Iduna Film Produktionsgesellschaft von Medienunternehmer Leo Kirch.
1984 produzierte er Abwärts (Regie: Carl Schenkel) mit Götz George und 1985 war er einer der Produzenten der dreiteiligen Fernsehserie Via Mala mit Mario Adorf.
Unterdessen wurde er Mitgeschäftsführer von Bernd Eichingers Neue Constantin Film GmbH und wirkte als ausführender Produzent bei der Verfilmung von Umberto Ecos Der Name der Rose mit. Obwohl Der Name der Rose ein weltweiter Erfolg, äußerte Schühly sich kritisch über den Film: „Hat mit dem Mittelalter nichts zu tun. Eco hat das völlig abgelehnt. Der Film ist das Ergebnis einer hugenottischen Weltbetrachtung durch den Regisseur.“
Zwischen 1987 und 1988 produzierte Thomas Schühly Die Abenteuer des Baron Münchhausen (Regie: Terry Gilliam). Der Film erwies sich als ein finanzielles Fiasko, wurde aber von der Kritik positiv aufgenommen und war unter anderem in vier Kategorien für den Oscar nominiert.
1989 war er Co-Produzent bei Die Französische Revolution.
1995 folgte Der Totmacher mit Götz George. Regie führte Romuald Karmakar. Der Film stellt die Befragung des Serienmörders Fritz Haarmann durch den Psychiater Ernst Schultze nach. Für seine Darstellung wurde George beim Filmfestival von Venedig 1995 mit dem Coppa Volpi (Bester Darsteller) ausgezeichnet.
Mit der Fertigstellung von Oliver Stones Monumentalfilm Alexander erfüllte sich Thomas Schühly 2004 einen lang gehegten Traum. Bereits Ende der 1980er hatte er mit Oliver Stone Pläne für eine Verfilmung des Lebens von Alexander dem Großen entwickelt.
2007 erwarb er die Neuverfilmungsrechte an Fritz Langs Metropolis. 

## Filmografie
als Produzent
- 1980: Die Generalprobe
- 1981: Lola
- 1981: Theater in Trance
- 1982: Die Sehnsucht der Veronika Voss
- 1984: Abwärts
- 1985: Via Mala
- 1985: Drei gegen Drei
- 1986: Der Name der Rose
- 1988: Die Abenteuer des Baron Münchhausen
- 1989: Die Französische Revolution
- 1995: Der Totmacher
- 2001: The Triumph of Love
- 2004: Alexander

als Regieassistent
- 1980: Berlin Alexanderplatz (Fernsehminiserie)

## Auszeichnungen
- 1982: Goldener Bär (Veronika Voss)
- 1982: Deutscher Filmpreis in Silber (Lola)
- 1985: Deutscher Filmpreis in Gold (Abwärts)
- 1996: Deutscher Filmpreis in Gold (Der Totmacher)